# Park Miejski im. Marszałka Józefa Piłsudskiego w Ostrowcu Świętokrzyskim
Park Miejski im. Marszałka Józefa Piłsudskiego – położony jest w środkowej części Ostrowca Świętokrzyskiego pomiędzy ulicami Adama Mickiewicza, Henryka Sienkiewicza, Starokunowską i Aleją 3 Maja, natomiast jego południową granicę stanowi rzeka Kamienna.
Park założono w 1926 roku na błoniach ostrowieckich, na północnym brzegu rzeki Kamiennej. Rozrastające się miasto otoczyło równomiernie obecny teren parku powodując, że stał się on centralnym punktem miasta. Twórcą parku był Franciszek Szanior.
Park zajmuje powierzchnię ok. 20 ha. Znajdują się tam place zabaw, skate park, siłownia i muszla koncertowa, dzięki czemu jest on miejscem wielu wydarzeń kulturalnych i rozrywkowych. Odbywa się tu m.in. Festiwal Bluesowo-Rockowy im. Miry Kubasińskiej „Wielki Ogień”.